# Boey Temse
Boey Temse is een schaakclub uit Temse (Oost-Vlaanderen), België. Ze is een toonaangevende club in het Waasland.
De club werd opgericht in maart 1974 door onder anderen de latere burgemeester van Temse, Luc De Ryck, en is vernoemd naar Josef Boey.
Vele spelers kregen (en krijgen nog) hun jeugdopleiding in de club, onder anderen Nicolas Vanderhallen, Thibaut Vandenbussche, de Belgische vrouwenkampioenen Wiebke Barbier (2008, 2010 en 2012) en  Astrid Barbier (2014), Stief Gijsen, vicekampioen van België bij de jeugd 2011 Sigiswald Barbier, jeugdkampioen van België 2014 Nathan De Strycker, Junior Calle. 
In 2002 nam de club deel aan het Europees kampioenschap voor ploegen in het Griekse Chaldiki. 

## Interclub
De eerste ploeg van Boey Temse speelde in het seizoen 2010-2011 in tweede klasse. De ploeg werd 8e.
Ook in het seizoen 2008-2009 werd gesperld in de tweede klasse in de Belgische interclub.
De club speelde gedurende een aantal jaren in de eerste klasse en werd driemaal op rij vicekampioen.
Veel topschakers speelden in die periode voor de ploeg: onder meer de Belgische toppers Josef Boey, Wim Maes, Stefan Docx, Michel Jadoul, Marcel Roofthoofd, Thibaut Vandenbussche, Geert Van der Stricht, Arben Dharda, Gorik Cools, Emanuel Nieto, de in België wonende Paul Motwani, de Nederlanders Sergej Tiviakov en Johan van Mill, de Poolse Belg Jakub Filipek, de Polen Rafal Antoniewski, Piotr Bobras, Pawel Jaracz, Bartłomiej Macieja, Kamil Mitoń.

## Externe koppelingen
- Partijen uit de interclubcompetitie van Boey Temse:
  - seizoen 2001 Renet (2260) vs. Antoniewski (2446), Renet (2260) vs. Antoniewski (2446), Antoniewski (2445) vs. Venis (2236), Bobras (2423) vs. Cekro (2419)
  - seizoen 2002 Van Mil (2406) vs. Goormachtigh (2303, Schumacher (2158) vs. Barbier (2173), Filipek (2374) vs. Marechal (2248), Bobras (2441) vs. Balster (2347)
  - seizoen 2003 Motwani (2536) vs. Goloshchapov (2574), Motwani (2536) vs. Michiels (2390), Tiviakov (2601) vs. Winants (2498), Tiviakov (2601) vs. Schebler (2478), Bobras (2465) vs. Schlecht (2360), Roofthoofd (2257) vs. Michiels (2248)
  - seizoen 2004 Boeykens (2206) vs. Michiels (2273), Barbier (2194) vs. De Bruycker (2209), Goossens (2283) vs. Barbier (2194), Bobras (2453) vs. Ooms (2195), Maes (2304) vs. Schulz (2402), Nieto (2169) vs. De Wit (2288), Nieto (2169) vs. Feygin (2478)
  - seizoen 2005 Van Mil (2358) vs. Wantiez (2249), Bolzoni (2222) vs. Maes (2283), Pucher (2279) vs. Maes (2267)
  - seizoen 2006 Van Mil (2372) vs. Dgebuadze (2504), Boeykens (2221) vs. Meessen (2316), De Jonghe (2232) vs. Hautot (2368), De Jonghe (2261) vs. Claesen (2366)
  - seizoen 2007 Barbier (2206) vs. Van Espen (2162)
- Schaakclub Boey Temse